# Трефорт, Агоштон
Агоштон Трефорт (венг. Ágoston Trefort; 7 февраля 1817, Гуменне, Венгерское королевство — 22 августа 1888, Будапешт, Австро-Венгрия) — венгерский политический и государственный деятель, министр по делам религии, образования, сельского хозяйства, публицист, журналист, президент Венгерской академии наук (28 мая 1885 — 22 августа 1888). Почётный гражданин Мукачево (1880).

## Биография
Родился в католической семье валлонского происхождения.
Изучал право в университете Пешта. Совершил несколько поездок за границу. Занимался вопросами банковского дела и железных дорог, а также реформой городской инфраструктуры. До 1848 года активно занимался журналистикой в "Пести Хирлап".
Политик-центрист, член Оппозиционной партии. С 1861 г. — депутат сейма.
В 1872—1888 годах занимал пост министра по делам религии и образования, в 1876—1878 гг. — исполняющий обязанности министра земледелия, промышленности и торговли.